# 2016年澳大利亞網球公開賽

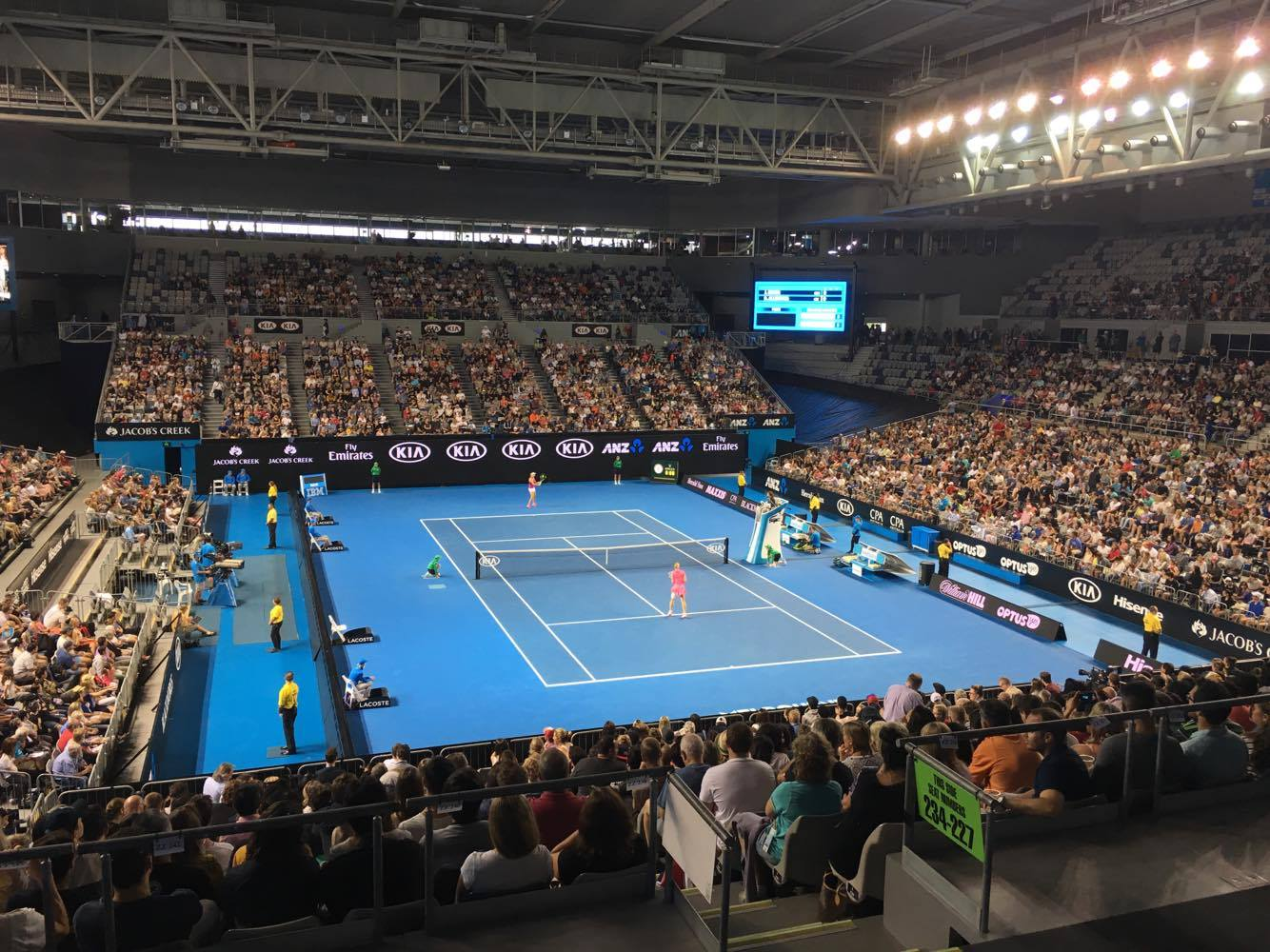
2016 年澳大利亚网球公开赛 - 约翰娜·康塔 VS 丹尼莎·阿勒托娃

2016年澳大利亞網球公開賽（英語：2016 Australian Open）於2016年1月18日至1月31日在墨爾本公園舉行，是第104屆澳大利亞網球公開賽，也是2016年首個網球大滿貫賽事。諾瓦克·喬科維奇在本屆賽事成功衛冕男子單打的冠軍，女子單打冠軍則由德國選手安赫利奎·柯貝獲得。

## 各項賽事

### 男子單打
諾瓦克·喬科維奇 擊敗  安迪·穆雷 （6–1、7–5、7–63）
- 這是他今年第2個冠軍（職業生涯第17個冠軍），同時是第11個大滿貫，也是第6個澳網冠軍。

### 女子單打
安赫利奎·克柏 擊敗  小威廉絲 （6–4、3–6、6–4）
- 這是她今年第2個冠軍（職業生涯第8個冠軍），同時是第1個大滿貫，也是第1個澳網冠軍。

### 男子雙打
傑米·穆雷 /  布魯諾·蘇雷斯 擊敗  丹尼爾·內斯特 /  拉德克·斯泰潘內克（2–6、6–4、7–5）

### 女子雙打
瑪蒂娜·辛吉斯 /  薩尼婭·米爾扎 擊敗  安卓莉雅·哈拉瓦科娃 /  露絲·哈迪卡（7–61、6–3）

### 混合雙打
葉連娜·韋斯寧娜 /  布魯諾·蘇雷斯 擊敗  可可·范德維奇 /  霍里亞·特卡烏（6–4、4–6、[10–5]）

## 外部連結
- 官網